# L. Guy Wilky
Leslie Guy Wilky est un directeur de la photographie américain né à Phoenix (Arizona) le 12 octobre 1888 et décédé d'une crise cardiaque le 25 décembre 1971 à Walnut Creek (Californie).

## Filmographie partielle
- 1918 : Shackled de Reginald Barker
- 1918 : Wedlock de Wallace Worsley
- 1921 : Le Vieux Comédien (After the Show) de William C. de Mille
- 1922 : Le Réquisitoire (Manslaughter)
- 1922 : L'Accordeur (Clarence) de William C. de Mille
- 1925 : Locked Doors
- 1925 : New Lives for Old de Clarence G. Badger